# Étienne Gros
Pour les articles homonymes, voir Gros.
Étienne Gros est un philologue et humaniste français, né à Carcassonne en 1797 et mort à Paris en 1850. 
Il suivit la carrière de l’enseignement, fut professeur dans divers collèges de Paris, puis devint inspecteur de l’Académie de Paris (1838) et proviseur du lycée Bonaparte (1851). 

## Œuvres
Ses œuvres comportent les titres suivants, entre autres : Discours sur l’alliance de la sagesse avec le goût des sciences et des lettres (Paris, 1824, in-8°) ; Mémoire sur la rhétorique chez les Grecs depuis la mort d’Alexandre jusqu’à la destruction de Corinthe (Paris, 1836, in-4°) ; des traductions de la Rhétorique d'Aristote (1822), de l’Examen critique des plus célèbres écrivains de la Grèce, par Denys d’Halicarnasse (1826-1827, 3 vol. in-8°), des Œuvres d’Ovide (1835-1836), de l'Histoire romaine de Dion Cassius (1845-1855, 4 vol.), traduction restée inachevée ; enfin, des éditions de Pline le Jeune, de Suétone, de la Rhétorique de
Philodemus, etc.